# Leif Erichsen
Leif Erichsen (Drammen, 15 de octubre de 1888-Drammen, 4 de marzo de 1924) fue un deportista noruego que compitió en vela en la clase 6 Metre. Participó en los Juegos Olímpicos de Amberes 1920, obteniendo una medalla de plata en la clase 6 Metre.

## Palmarés internacional
| Juegos Olímpicos | Juegos Olímpicos  | Juegos Olímpicos | Juegos Olímpicos       |
| Año              | Lugar             | Medalla          | Clase                  |
| ---------------- | ----------------- | ---------------- | ---------------------- |
| 1920             | Amberes (Bélgica) | Medalla de plata | 6 Metre (sistema 1907) |